# Cerkiew Przeniesienia Relikwii Świętego Mikołaja w Ruskiej Bystrej
Cerkiew Przeniesienia Relikwii Świętego Mikołaja (słow. Chrám Prenesenia ostatkov svätého Mikuláša) – drewniana greckokatolicka cerkiew filialna parafii Ruský Hrabovec w Ruskiej Bystrej. Należy do dekanatu Sobrance w eparchii koszyckiej Kościoła katolickiego obrządku bizantyjsko-słowackiego.
Cerkiew powstała w unikatowym typie cerkwi karpackich charakterystycznym dla okolic Sniny, posiada status Narodowego Zabytku Kultury.
W 2008 została wpisana na Listę Światowego Dziedzictwa UNESCO wraz z innymi drewnianymi cerkwiami w słowackich Karpatach.

## Historia
Cerkiew została wzniesiona na wzgórzu w centralnej części wsi na początku XVIII wieku, poświęcona w 1730. W latach pięćdziesiątych XX wieku zamieniona na prawosławną, później odzyskana przez grekokatolików. Gruntowny remont świątyni głównie wewnątrz zakończył się w 1989. Remontowana także w 2002 i wymieniono wtedy między innymi niektóre elementy konstrukcyjne i poszycie gontowe.

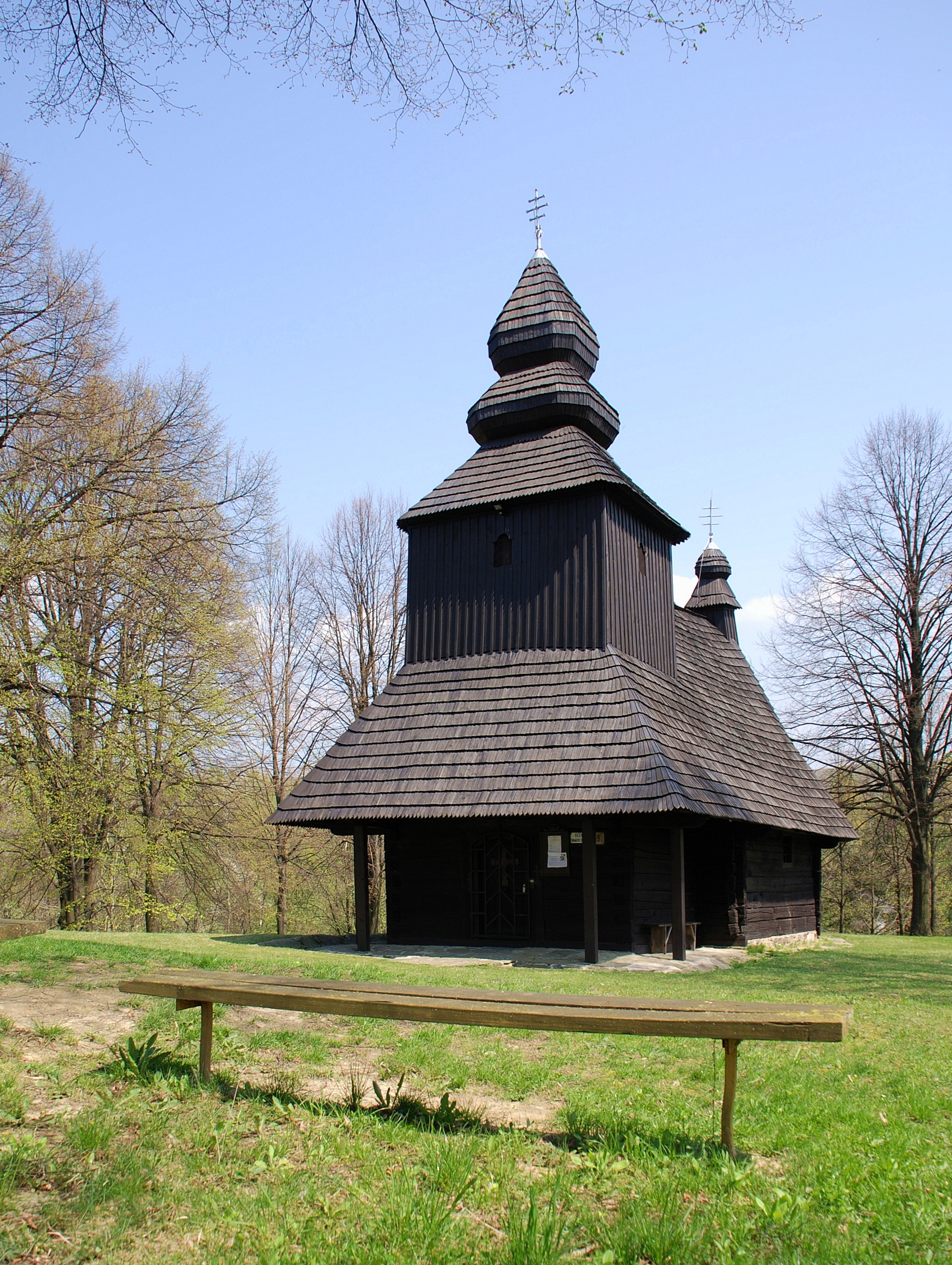
Elewacja frontowa
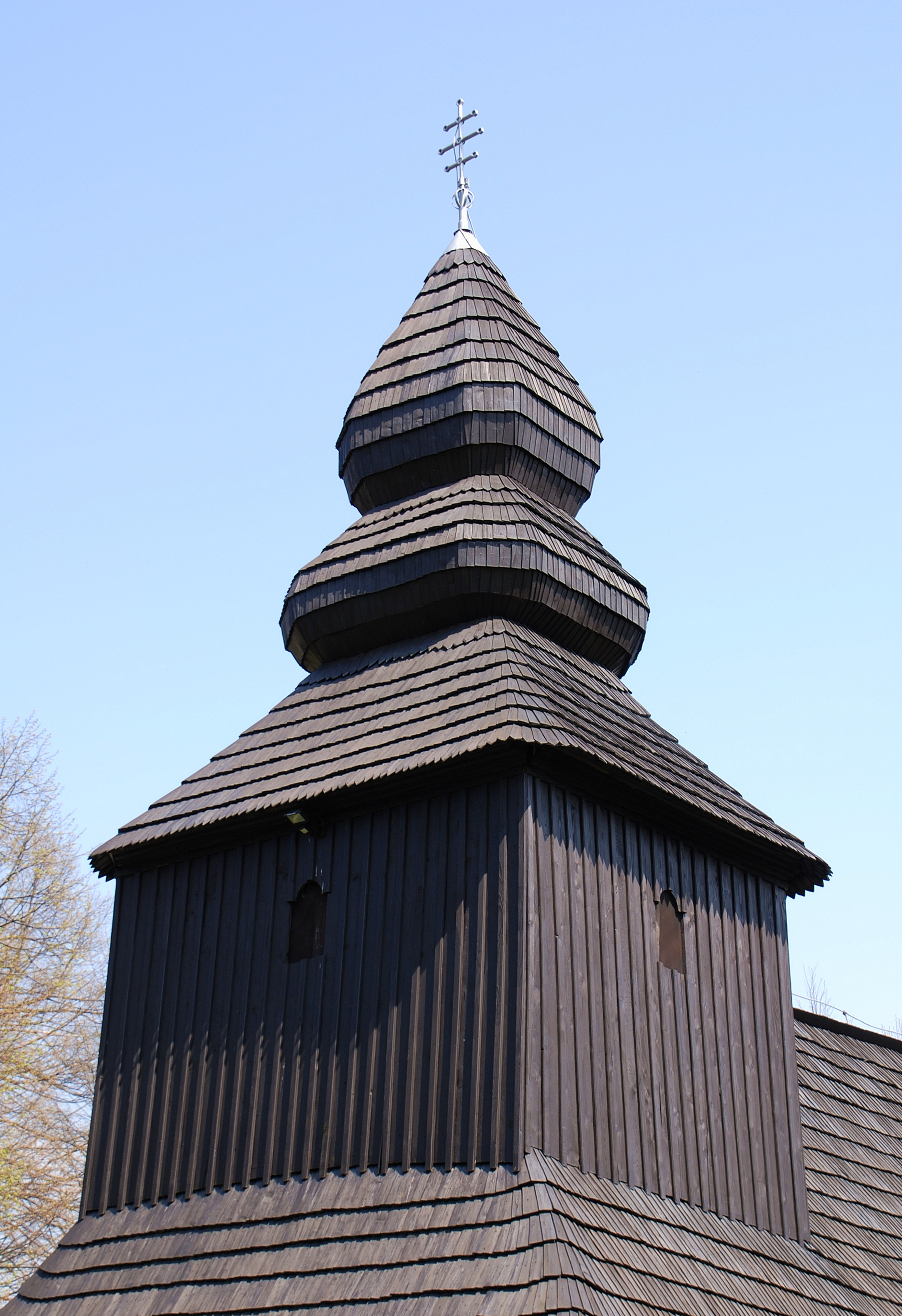
Wieża nad babińcem
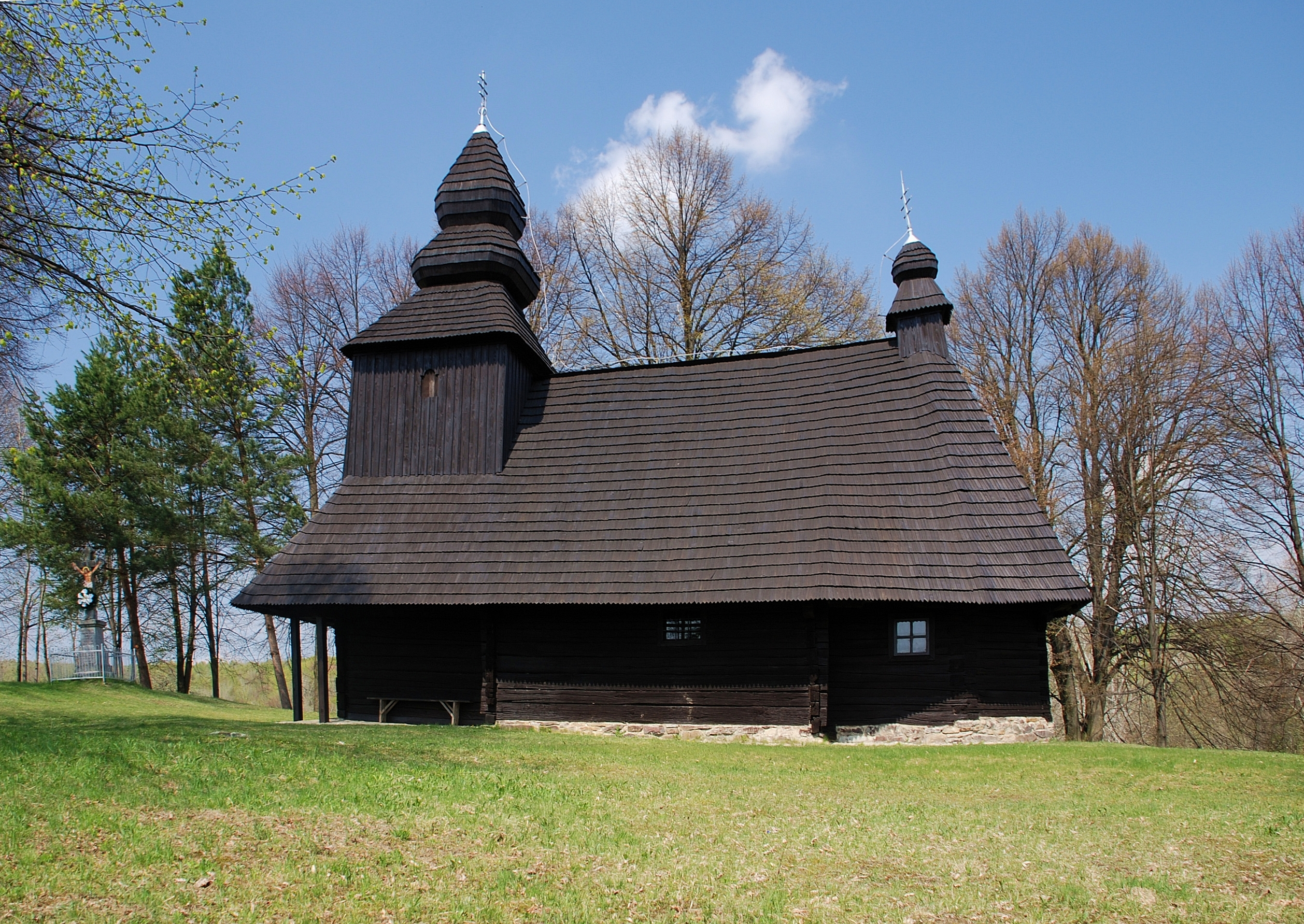
Elewacja południowa

## Architektura i wyposażenie
Jest to mała cerkiew drewniana o konstrukcji zrębowej, orientowana posadowiona na kamiennych fundamentach. Budowla trójdzielna: do kwadratowej nawy przylega od strony wschodniej węższe zamknięte trójbocznie prezbiterium, a od zachodniej babiniec z posadowioną na jego zrębie wieżą słupową o prostych ścianach pokrytą namiotowym daszkiem zakończoną cebulastą banią z kutym krzyżem. Nad wschodnią częścią sanktuarium druga mniejsza podobna wieżyczka. Całość nakryta masywnym jednokalenicowym dachem gontowym dostosowanym do szerokości nawy z szerokim okapem wspartym na słupach.
Wewnątrz we wszystkich pomieszczeniach stropy płaskie. Między babińcem a nawą zrębowa przegroda z dwoma rzeźbionymi słupami, podobna niepełna
przegroda pomiędzy prezbiterium a nawą. W sanktuarium ołtarz główny o rzeźbionej i polichromowanej nastawie, z przedstawieniem Ukrzyżowania i ozdobne tabernakulum oraz ołtarzyk z ikoną Pietà z XVIII wieku. W nawie pięciopiętrowy kompletny ikonostas z XVIII wieku z dwoma skrajnymi ikonami umieszczonymi także na ścianach bocznych nawy ze względu na mały rozmiar świątyni.

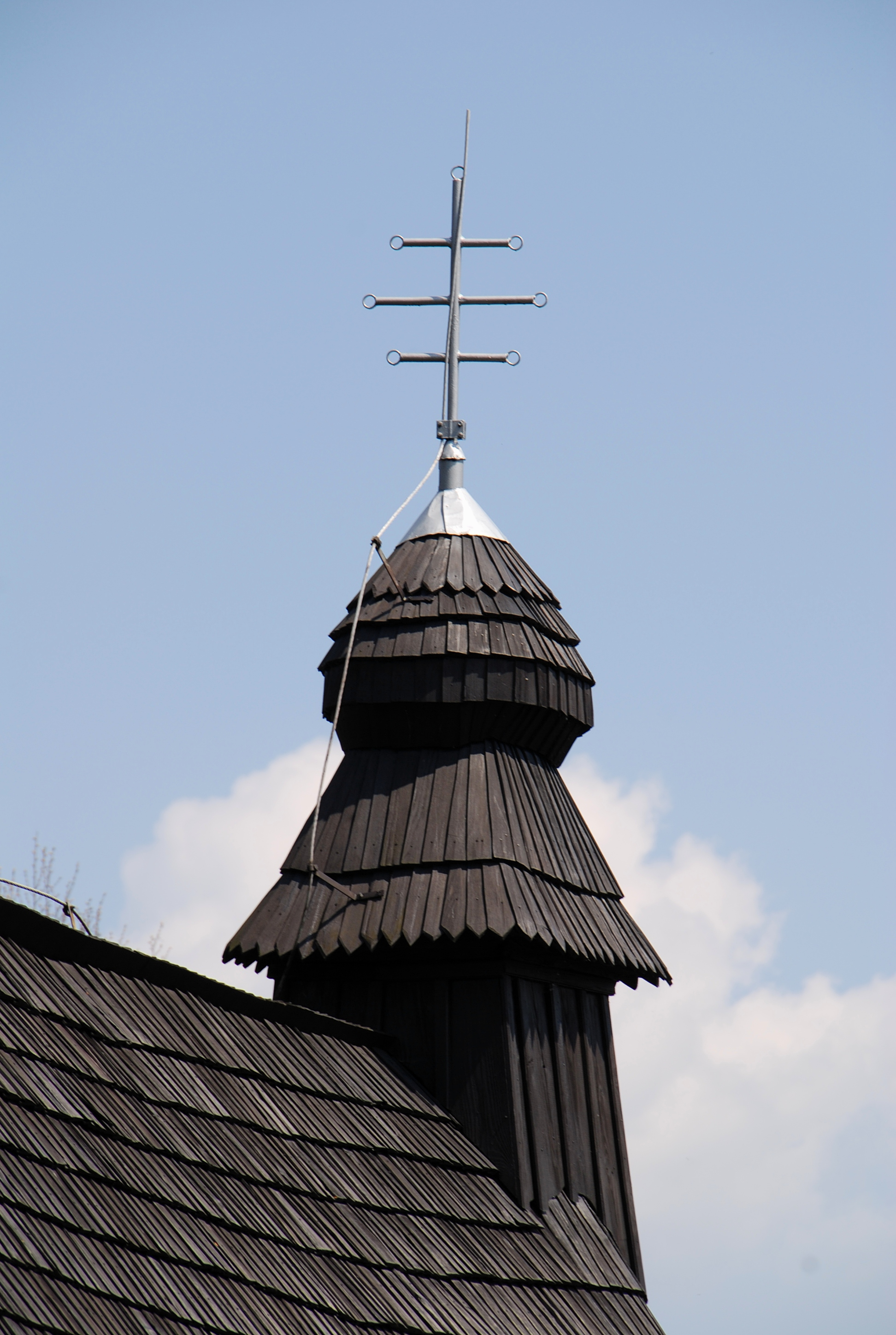
Wieża nad sanktuarium
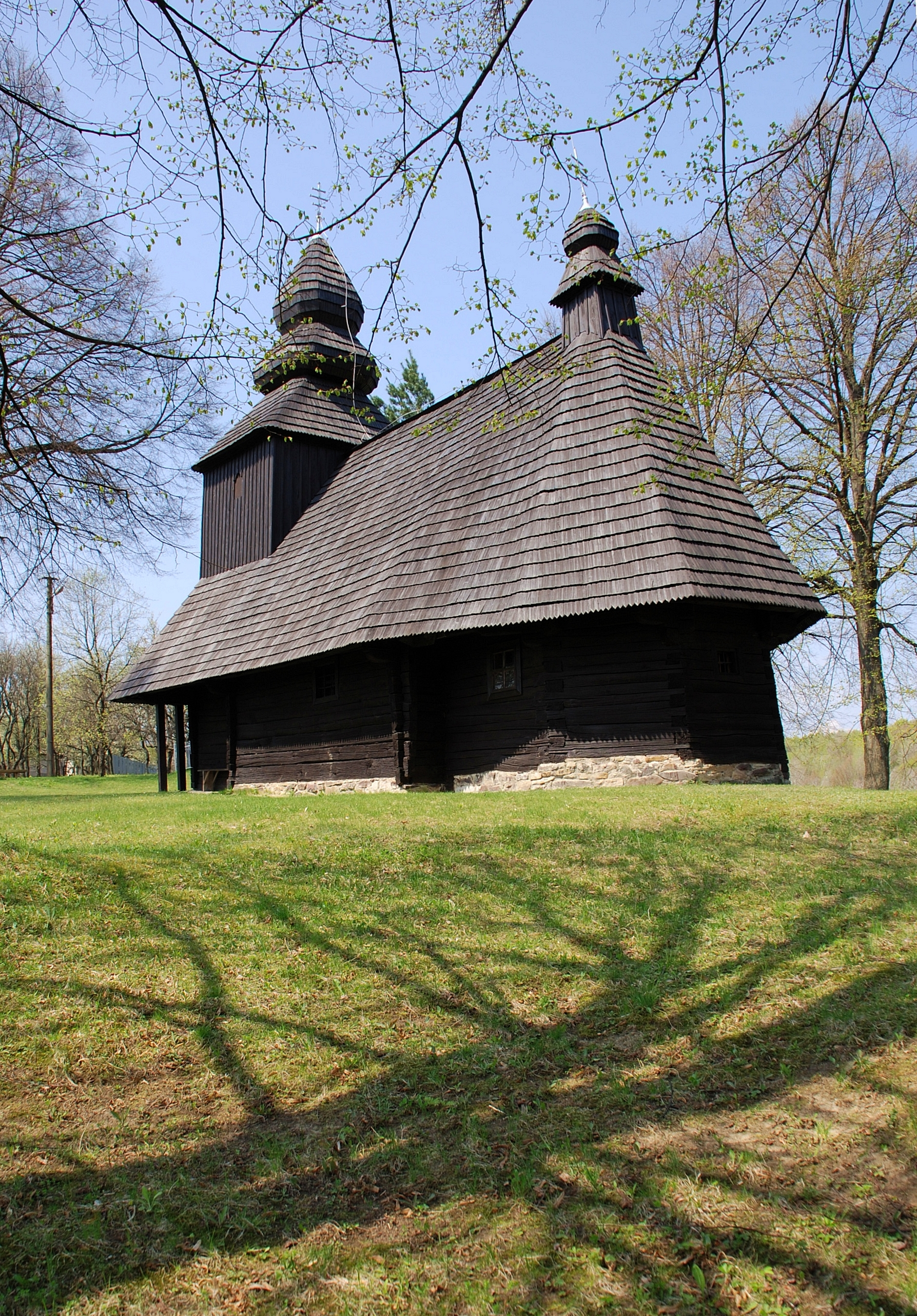
Widok od strony prezbiterium
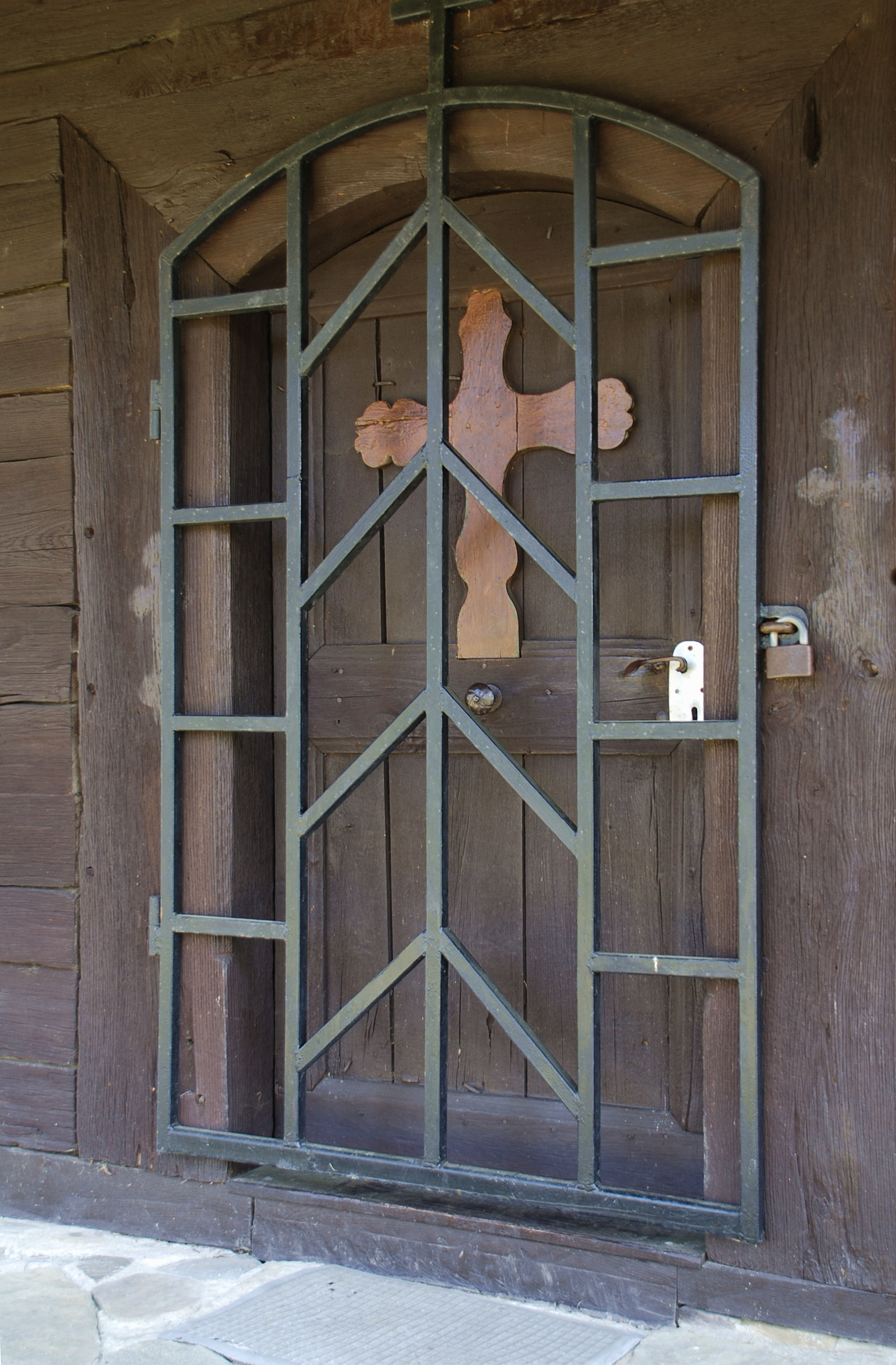
Drzwi